# غوستاف كروكنبيرغ
الدكتور  غوستاف كروكنبيرغ  (8 مارس 1888 - 23 أكتوبر 1980) جنرال ألماني تولى شارك في الحربين العالميتين الأولى والثانية، وتولى قيادة الفرقة 33 قاذفات قنابل (شارلمان)، ثم تولى قيادة الفرقة 11 متطوعين قاذفي دبابات (نوردلاند) خلال معركة برلين في أبريل 1945.
ولد في بون، وحصل على الدكتوراه في القانون وإنضم إلى الجيش عام 1907. أثناء الحرب العالمية الأولى، عمل كضابط مدفعية وتمت ترقيته إلى رتبة كابتن في عام 1918. بعد الحرب، عمل كسكرتير خاص لوزير الخارجية ولفترة وجيزة مديرًا في القطاع الصناعي. إنضم إلى الحزب النازي في عام 1932، وعمل في وزارة الدعاية بعدما وصل أدولف هتلر إلى السلطة.
مع اندلاع الحرب العالمية الثانية، عاد إلى الجيش وعمل في هيئة الأركان العامة في باريس. وفي ديسمبر 1943، نقل من الفيرماخت إلى القوات متعددة العرقيات (بالألمانية: Waffen-SS)، والتي قاد فيها المتطوعين الفرنسيين في فرقة شارلمان ، لإجادته اللغة الفرنسية، والتي ظلت تحت قيادته حتى تم استدعائه للمساعدة في الدفاع عن برلين في أبريل 1945.
وفي 25 أبريل، تم تعيين كروكنبيرغ قائدًا للقوات المدافعة عن القطاع ج في برلين، والتي تضمنت فرقة نوردلاند، التي كانت تحت قيادة يواكيم زيغلر الذي أعفي من منصبه في اليوم نفسه. عزز وصول رجال فرقة شارلمان الفرنسيون قوات فرقة نوردلاند النرويجيين والدانماركيين الذين عانوا من خسائر فادحة في القتال. استطاعت قواته الفرنسية الثبات جيدًا وتدمير الدبابات 108 السوفييتية، وبعد وفاة هتلرن جمع كروكنبيرغ معظم قواته من فرقتي نوردلاند وشارلمان، وحاولوا الانسحاب قبل فجر 2 مايو 1945، إلا أنهم تعرضوا لإطلاق نار كثيف. استطاع كروكنبيرغ الفرار إلى داهليم حيث اختبأ في شقة لأسبوع قبل استسلامه للجيش الأحمر، وحكم عليه بالسجن مدى الحياة. وفي عام 1955، أطلق سراحه وأصبح لاحقًا رئيسًا لجمعية قدامى المحاربين. وتوفي الدكتور غوستاف كروكنبيرغ في 23 أكتوبر 1980 في مقاطعة باد جودبيرغ في بون.